# Комсомольский (Кировская область)
Комсомольский — посёлок в Котельничском районе Кировской области, административный центр Комсомольского сельского поселения.

## География
Располагается на расстоянии примерно 21 км по прямой на юго-запад от райцентра города Котельнич.

## История
Посёлок основан в 1959 году как посёлок Гороховского торфопредприятия, в 1989 году проживало 1287 человек.
В 1998 году ж. д. казарма 781 км и посёлок Комсомольский Комсомольского сельского округа объединены в один населенный пункт — посёлок Комсомольский.

## Население
| 2010 |
| ---- |
| 803  |

Постоянное население составляло 1070 человек (русские 96 %) в 2002 году, 803 в 2010.

## Инфраструктура
Путевое хозяйство Горьковской железной дороги.